# 増林
増林（ましばやし、ますばやし）は、埼玉県越谷市の町名。現行行政地名は増林一丁目から三丁目および大字増林。郵便番号は343-0011。

## 地理
埼玉県越谷市中部の沖積平野に位置する。大落古利根川と新方川（千間堀）、逆川の3川に囲まれたエリアと新方川と元荒川に挟まれたエリアがあり、大落古利根川を境界に松伏町と接する。おもに田園地帯であり、球場や公園、学校などの大規模な公共施設が立地している。北部の古利根川沿いには自然堤防があり、古くからの集落が見られる。

### 河川
- 大落古利根川
- 新方川
- 逆川
- 元荒川

## 歴史
かつては江戸期より存在した武蔵国埼玉郡新方領に属した増林村であった。地名には諸説あり、由来のひとつとして、林が多かった場所によるものと云われている。
- はじめは幕府領[6]。以降変遷なし[4]。
- 幕末の時点では埼玉郡に属し、明治初年の『旧高旧領取調帳』の記載によると、幕府領（代官・大竹左馬太郎支配所）[7]。
- 1868年（慶応4年）6月19日 - 武蔵知県事・山田政則（忍藩士）の管轄となる。
- 1869年（明治2年） 
  - 1月13日 - 武蔵知県事・宮原忠英の管轄区域に大宮県を設置。県庁は東京府馬喰町に置かれる。
  - 9月29日 - 県庁が浦和に置かれ浦和県に改称。
- 1871年（明治4年）11月13日 - 第1次府県統合により埼玉県の管轄となる。
- 1879年（明治12年）3月17日 - 郡区町村編制法により成立した南埼玉郡に属す。郡役所は岩槻町に設置。
- 1889年（明治22年）4月1日 町村制施行により、花田村、増林村、増森村、中島村、東小林村が合併し南埼玉郡増林村が成立、（旧）増林村は増林村の大字増林となる。増林村役場を地内に設置[4]。
- 1954年（昭和29年）11月3日 増林村が南埼玉郡越ヶ谷町、大沢町、新方村、桜井村、大袋村、荻島村、出羽村、蒲生村、大相模村と合併し越谷町が成立、越谷町の大字増林となる。
- 1967年（昭和42年）3月 - 地内に埼玉県東部清掃組合（現東埼玉資源環境組合）の第一工場を開設する。
- 1971年（昭和46年）4月1日 - 地内に越谷市立増林小学校が開校する。
- 1982年（昭和57年）
  - 4月9日 - 地内に埼玉県立越谷東高等学校が開設される。
  - 10月1日 - 大字増林、大字増森の各一部から増林一丁目〜三丁目が成立[8]。同日、大字増林の一部から増森一丁目に編入[8]。
- 1987年（昭和62年）9月 - 地内に越谷市立総合体育館が落成、同年10月より一般供用を開始する。
- 1994年（平成6年）9月4日 - 地内に越谷市民球場が開場する。
- 1996年（平成8年）9月21日 - 大字増林字定使野の一部が東大沢に編入。
- 2005年（平成17年）8月1日 - 地内に越谷市斎場が竣工、供用を開始する。
- 2007年（平成19年） - 地内に越谷市立城ノ上小学校が開校する。

## 世帯数と人口
2022年（令和4年）1月1日現在の世帯数と人口は以下の通りである。
| 大字・町丁 | 世帯数    | 人口    |
| ---------- | --------- | ------- |
| 大字増林   | 861世帯   | 1,861人 |
| 増林一丁目 | 28世帯    | 62人    |
| 増林二丁目 | 112世帯   | 256人   |
| 増林三丁目 | 56世帯    | 144人   |
| 計         | 1,057世帯 | 2,323人 |

## 小・中学校の学区
市立小・中学校に通う場合、学区（校区）は以下の通りとなる。
| 大字・町丁 | 番地 | 小学校               | 中学校           |
| ---------- | --- | -------------------- | ---------------- |
| 大字増林   | 1〜16、765〜770、830〜831、5821-3、5822-1、5823-1〜5823-3、5824〜5825、5826-1、5827-2、5848-2、5848-4〜5848-12、5850〜5856、5857-1、5858-1、5858-17〜5858-19、5872-3、5873-1、5874〜5889、5890-1〜5890-4 、5891-1〜5891-3 、5892-2 、5892-4〜5892-6 、5900-3 、5901-3〜5901-5、5902-1 、5902-3 、5902-4、5903-1、5905-2、5905-4〜5905-6、5908-2、5909〜5916、5917-1、5917-3、5918-1、5919〜6014、6015-2、6015-3、6030〜6068、6071〜6091、6174、6366-1〜6366-4 | 越谷市立城ノ上小学校 | 越谷市立東中学校 |
| 大字増林   | 17〜93、101〜114、516〜764、771〜829、832〜1165、1180〜1190、1218、1224〜1225、1231〜1417、2641〜2720、2796〜2881、3011〜3824、3850〜4148、4214〜4238、4314〜4340、4402〜4425、4527〜4575、5239、5271、5297〜5774、5812〜5820、5821-1、5822-3、5827-1、5828〜5847、5848-3、5859〜5871、5872-1、5892-1、5893〜5899、5900-1、5901-1、5904、5905-1、5906〜5907、6069〜6070、6092〜6093、6141〜6173、6175〜6178、6348〜6365、6367〜6875、6877〜9999               | 越谷市立増林小学校   | 越谷市立東中学校 |
| 増林一丁目 | 1、3〜17、25 | 越谷市立城ノ上小学校 | 越谷市立東中学校 |
| 増林一丁目 | 18〜24、26〜215 | 越谷市立増林小学校   | 越谷市立東中学校 |
| 増林二丁目 | 全域 | 越谷市立増林小学校   | 越谷市立東中学校 |
| 増林三丁目 | 全域 | 越谷市立増林小学校   | 越谷市立東中学校 |

## 交通

### 道路
- 埼玉県道・千葉県道19号越谷野田線
- 埼玉県道・東京都道102号平方東京線
- 市役所前中央通り
- いちごタウン通り

## 施設
- 埼玉県立越谷東高等学校
- 越谷市立増林小学校

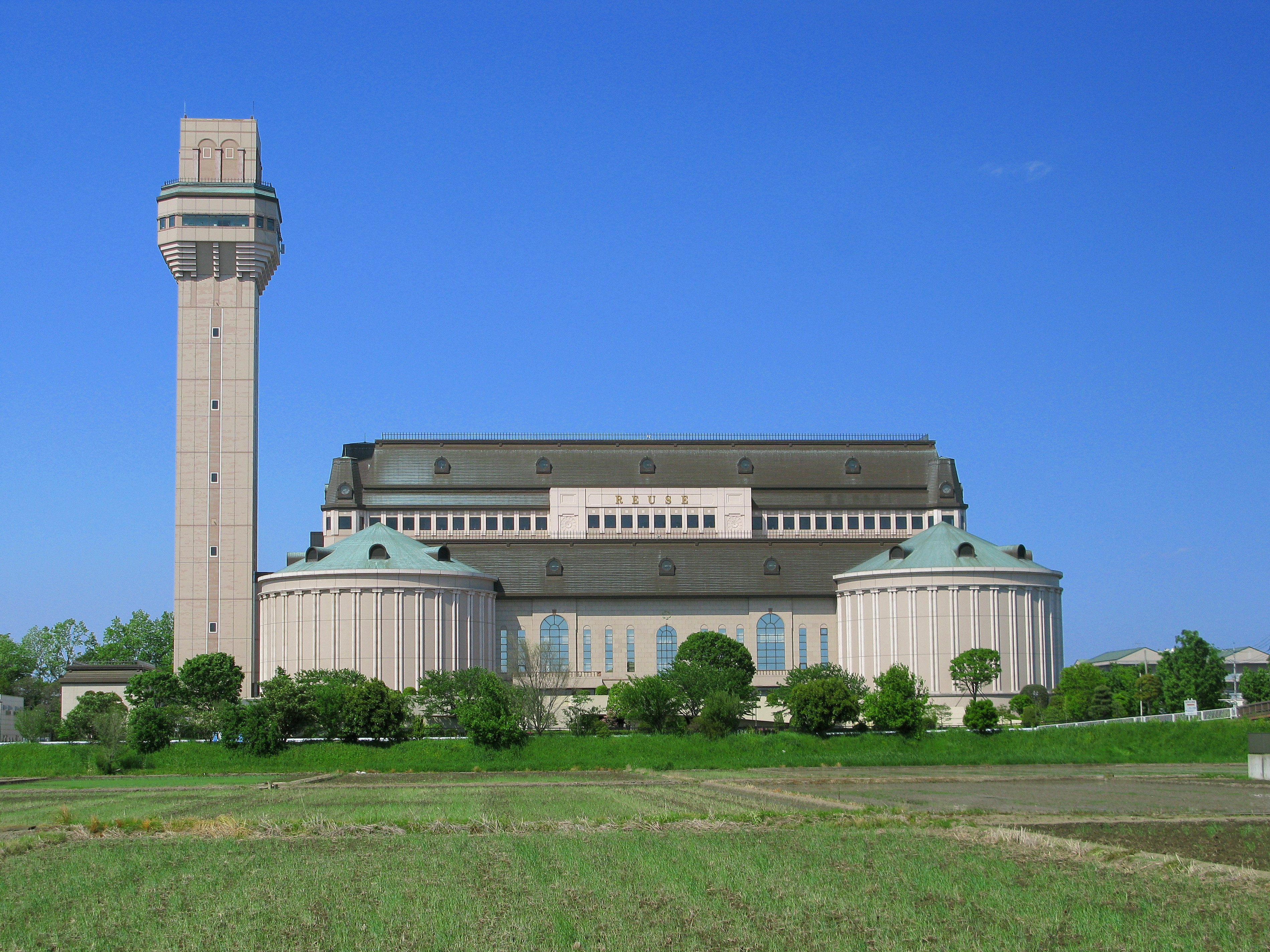
東埼玉資源環境組合 第一工場

- 越谷市立城ノ上小学校 - 徳川家康のお茶屋御殿（通称城之上）[4]があった場所と云われている。
- 越谷保育専門学校 附属幼稚園
- 越谷市児童発達支援センター
- 東埼玉資源環境組合第一工場
- 越谷警察署増林駐在所
- 増林地区センター・公民館[10]
- 増林西川自治会館
- 越谷市斎場
- 増林公園
- 越谷総合公園
- 越谷市民球場
- 越谷市立総合体育館
- 越谷市民プール

## 寺社
寺社は北部の古くからの集落がある古利根川沿いの自然堤防上に多く鎮座している。
- 浄土宗林泉寺 - 室町期の開山[4]
- 曹洞宗勝林寺 - 天文元年の創建[4]
- 宝蔵寺
- 天神宮社
- 香取神社
- 護郷神社
- 大神宮